# روز فريش
روز فريش (بالإنجليزية: Rose Frisch)‏ هي فيزيائية وأحيائية أمريكية، ولدت في 7 يوليو 1918 في ذا برونكس في الولايات المتحدة، وتوفيت في 30 يناير 2015 في كامبريدج في المملكة المتحدة.